# جبريل روز
جبريل روز (بالإسبانية: Gabriel Ruz)‏ هو مصارع هاوي مكسيكي، ولد في 8 سبتمبر 1950 في مدينة مكسيكو في المكسيك.

## وصلات خارجية
- جبريل روز على موقع أوليمبيديا (الإنجليزية)